# 7177 Melvyntaylor
7177 Melvyntaylor eller 1990 TF är en asteroid i huvudbältet som upptäcktes den 9 oktober 1990 av den australiensiske astronomen Robert H. McNaught vid Siding Spring-observatoriet. Den är uppkallad efter den brittiske amatörastronomen Melvyn Douglas Taylor
Asteroiden har en diameter på ungefär 7 kilometer och den tillhör asteroidgruppen Eunomia.